# Banca Popolare della Marsica
La Banca Popolare della Marsica (BPM) è stata una banca italiana con sede ad Avezzano e 22 filiali distribuite in 2 regioni, (Abruzzo e Lazio).

## Storia
La Banca Popolare della Marsica è stata fondata nel 1957 ad Avezzano, principale comune di un comprensorio - la Marsica - di rilevante importanza per l'economia della provincia dell'Aquila e della regione Abruzzo.
La fondazione della Banca - promossa dall'Ente Fucino (poi A.R.S.S.A. Agenzia Regionale per i Servizi di Sviluppo Agricolo) - ha avuto lo scopo di concorrere alla crescita economica del territorio della Marsica attraverso il sostegno finanziario concesso all'artigianato, alla piccola industria, all'agricoltura ed al commercio.
Il 5 settembre 1995 con un provvedimento dell'Antitrust la Banca Popolare della Marsica entra a far parte del Gruppo bancario Banca Agricola Mantovana.
A seguito dell'acquisizione della Banca Agricola Mantovana da parte della Banca Monte dei Paschi di Siena avvenuta nel 1998, la Banca Popolare della Marsica il 20 novembre 2000 viene incorporata nella Banca Toscana, a sua volta confluita nel 2009 in MPS.